# Satavaptan
Satavaptan (Nome in codice dello sviluppo SR121463, ex marchio provvisorio Aquilda) è un antagonista del recettore della vasopressina-2 che è stato scoperto dalla Sanofi-Aventis ed era in fase di sviluppo per il trattamento dell'iponatremia. È stato anche studiato per il trattamento dell'ascite. Lo sviluppo è stato interrotto nel 2009.